# Condado de Middlesex (Nova Jérsia)
O Condado de Middlesex (em inglês:  Middlesex County) é um dos 21 condados do estado americano de Nova Jérsia. A sede do condado é New Brunswick, e sua maior cidade é Edison. Foi fundado em 1675.
O condado possui uma área de 836 km², dos quais 800 km² estão cobertos por terra e 36 km² por água, uma população de 863 162 habitantes, e uma densidade populacional de 1 078,8 hab/km² (segundo o censo nacional de 2020). É o segundo condado mais populoso de Nova Jérsia.